# Прапор Іваничів
Прапор Іваничів затверджений 2 жовтня 1995 шостою сесією Іваничівської селищної ради другого скликання.

## Опис
Квадратне полотнище, на червоному тлі білий повний місяць з хрестом, із нього виходить жовтий хрест із перемичками на раменах і у верхній стійці, від древка та з вільного краю йдуть вертикальні жовті лиштви (завширшки в 1/5 сторони прапора).
Автор — А.Ґречило.